# قطعنامه ۶۰۳ شورای امنیت
قطعنامه ۶۰۳ شورای امنیت سازمان ملل متحد که در تاریخ ۲۵ نوامبر ۱۹۸۷ تصویب شد، سندی بین‌المللی دربارهٔ اسرائیل-جمهوری عربی سوریه است. این قطعنامه طی نشست ۲۷۶۹ام با ۱۵ موافق، ۰ مخالف و ۰ ممتنع تصویب شد.